# Seven de Hong Kong 2012
El Seven de Hong Kong de 2012 fue la trigésima séptima edición del torneo de rugby 7, fue el sexto torneo de la temporada 2011-12 de la Serie Mundial Masculina de Rugby 7.
Se disputó en la instalaciones del Hong Kong Stadium.

## Fase de grupos

### Grupo A
| Equipo     | Encuentros | Encuentros | Encuentros | Encuentros | Tantos  | Tantos    | Tantos     | Puntos |
| Equipo     | jugados    | ganados    | empatados  | perdidos   | a favor | en contra | diferencia | Puntos |
| ---------- | ---------- | ---------- | ---------- | ---------- | ------- | --------- | ---------- | ------ |
| Samoa      | 3          | 3          | 0          | 0          | 60      | 19        | +41        | 9      |
| Inglaterra | 3          | 2          | 0          | 1          | 52      | 41        | +11        | 7      |
| Argentina  | 3          | 1          | 0          | 2          | 29      | 53        | −24        | 5      |
| Kenia      | 3          | 0          | 0          | 3          | 31      | 59        | −28        | 3      |

Nota: Se otorgan 3 puntos al equipo que gane un partido, 2 al que empate y 1 al que pierda

### Grupo B
| Equipo         | Encuentros | Encuentros | Encuentros | Encuentros | Tantos  | Tantos    | Tantos     | Puntos |
| Equipo         | jugados    | ganados    | empatados  | perdidos   | a favor | en contra | diferencia | Puntos |
| -------------- | ---------- | ---------- | ---------- | ---------- | ------- | --------- | ---------- | ------ |
| Nueva Zelanda  | 3          | 3          | 0          | 0          | 72      | 22        | +50        | 9      |
| Sudáfrica      | 3          | 2          | 0          | 1          | 35      | 26        | +9         | 7      |
| Gales          | 3          | 1          | 0          | 2          | 49      | 41        | +8         | 5      |
| Estados Unidos | 3          | 0          | 0          | 3          | 19      | 86        | −67        | 3      |

### Grupo C
| Equipo    | Encuentros | Encuentros | Encuentros | Encuentros | Tantos  | Tantos    | Tantos     | Puntos |
| Equipo    | jugados    | ganados    | empatados  | perdidos   | a favor | en contra | diferencia | Puntos |
| --------- | ---------- | ---------- | ---------- | ---------- | ------- | --------- | ---------- | ------ |
| Fiyi      | 3          | 3          | 0          | 0          | 87      | 22        | +65        | 9      |
| Australia | 3          | 2          | 0          | 1          | 65      | 46        | +19        | 7      |
| Escocia   | 3          | 1          | 0          | 2          | 33      | 80        | −47        | 5      |
| Francia   | 3          | 0          | 0          | 3          | 34      | 71        | –37        | 3      |

## Fase Final

### Cuartos de final
| 25 de marzo | Fiyi | 26 - 7 | Argentina |  |  |

| 25 de marzo | Australia | 14 - 19 | Inglaterra |  |  |

| 25 de marzo | Samoa | 14 - 27 | Sudáfrica |  |  |

| 25 de marzo | Nueva Zelanda | 31 - 7 | Gales |  |  |

### Semifinal
| 25 de marzo | Fiyi | 14 - 7 | Inglaterra |  |  |

| 25 de marzo | Sudáfrica | 12 - 19 | Nueva Zelanda |  |  |

### Final
| 28 de marzo | Fiyi | 35 - 28 | Nueva Zelanda |  |  |

| Bandera de Fiyi        |
| Campeón Fiyi           |
| 2º título del circuito |

## Clasificatorio Serie Mundial 2012-13

### Grupo D
| Equipo    | Encuentros | Encuentros | Encuentros | Encuentros | Tantos  | Tantos    | Tantos     | Puntos |
| Equipo    | jugados    | ganados    | empatados  | perdidos   | a favor | en contra | diferencia | Puntos |
| --------- | ---------- | ---------- | ---------- | ---------- | ------- | --------- | ---------- | ------ |
| Hong Kong | 3          | 3          | 0          | 0          | 72      | 26        | +46        | 9      |
| Tonga     | 3          | 2          | 0          | 1          | 73      | 50        | +23        | 7      |
| China     | 3          | 1          | 0          | 2          | 46      | 88        | −42        | 5      |
| Uruguay   | 3          | 0          | 0          | 3          | 52      | 79        | −27        | 3      |

### Grupo E
| Equipo    | Encuentros | Encuentros | Encuentros | Encuentros | Tantos  | Tantos    | Tantos     | Puntos |
| Equipo    | jugados    | ganados    | empatados  | perdidos   | a favor | en contra | diferencia | Puntos |
| --------- | ---------- | ---------- | ---------- | ---------- | ------- | --------- | ---------- | ------ |
| Canadá    | 3          | 2          | 0          | 1          | 66      | 36        | +30        | 7      |
| España    | 3          | 2          | 0          | 1          | 47      | 20        | +27        | 7      |
| Zimbabue  | 3          | 2          | 0          | 1          | 50      | 57        | −7         | 7      |
| Filipinas | 3          | 0          | 0          | 3          | 27      | 77        | −50        | 3      |

### Grupo F
| Equipo   | Encuentros | Encuentros | Encuentros | Encuentros | Tantos  | Tantos    | Tantos     | Puntos |
| Equipo   | jugados    | ganados    | empatados  | perdidos   | a favor | en contra | diferencia | Puntos |
| -------- | ---------- | ---------- | ---------- | ---------- | ------- | --------- | ---------- | ------ |
| Portugal | 3          | 3          | 0          | 0          | 62      | 32        | +30        | 9      |
| Rusia    | 3          | 2          | 0          | 1          | 38      | 36        | +2         | 7      |
| Japón    | 3          | 1          | 0          | 2          | 67      | 45        | +21        | 5      |
| Guyana   | 3          | 0          | 0          | 3          | 17      | 71        | −54        | 3      |

### Cuartos de final
| 25 de marzo | Hong Kong | 5 - 10 | Japón |  |  |

| 25 de marzo | España | 19 - 7 | Tonga |  |  |

| 25 de marzo | Canadá | 24 - 7 | Rusia |  |  |

| 25 de marzo | Portugal | 21 - 17 | Zimbabue |  |  |

### Semifinal
| 25 de marzo | Japón | 12 - 17 | España |  |  |

| 25 de marzo | Canadá | 14 - 12 | Portugal |  |  |

### Tercer puesto
| 28 de marzo | Japón | 19 - 33 | Portugal |  |  |

### Final
| 28 de marzo | España | 5 - 22 | Canadá |  |  |

- Canadá,  España y  Portugal clasifican a la Serie Mundial de Rugby 7 2012-13.